# Hartonymus hoodi
Hartonymus hoodi är en skalbaggsart som beskrevs av Thomas Casey. Hartonymus hoodi ingår i släktet Hartonymus och familjen jordlöpare. Inga underarter finns listade i Catalogue of Life.